# 蛇先生
《蛇先生》是台灣作家賴和的醫學題材小說作品，初次發表於1930年1月，載於《臺灣民報》二九三號、二九五號、二九六號。故事以無照醫生為主角，批判當時的民間醫療。

## 故事大綱
蛇先生是個沒有醫療執照卻能夠配出治療蛇咬藥方的人。因為他沒有執照的緣故，還被當時的西醫告發而受到當時法律的刑罰，還好「錢神有靈」，法律才釋放了他。但是他的藥方仍然受到許多農民所歡迎，因為許多被蛇咬傷的人用了他的藥方，就好了。他的藥方甚至比西醫的藥還有效。因此，一位西醫前來請教他藥方的祕密。然而，蛇先生並不覺得他的藥方有什麼特別。因此蛇先生與西醫就展開了一連串的口水之爭。許多人都來圍觀這場蛇先生與西醫的攻防戰。要是西醫得到了蛇先生的藥方，那可是一筆不少的收入啊。可是蛇先生卻沒有說什麼。因為他並不認為自己的藥方有什麼祕方，反而是因為那些來求他醫治的人都不是被真正的毒蛇咬傷，所以他的藥雖然很平常，卻能治好大部分的人。最後蛇先生抓了一包藥方請這位西醫拿回去用科學方法檢驗。這一檢驗，蛇先生已經不在人世了，然而結果卻沒有任何的發現。